# ازمورت (مثيوة)
ازمورت هي إحدى مشيخات المملكة المغربية، تتبع جغرافيا لإقليم شفشاون وإداريًا لمثيوة. يقدر عدد سكانها بـ 1941 نسمة حسب الإحصاء الرسمي للسكان والسكنى لسنة 2004.